# Gilde van de Orde van Sotto

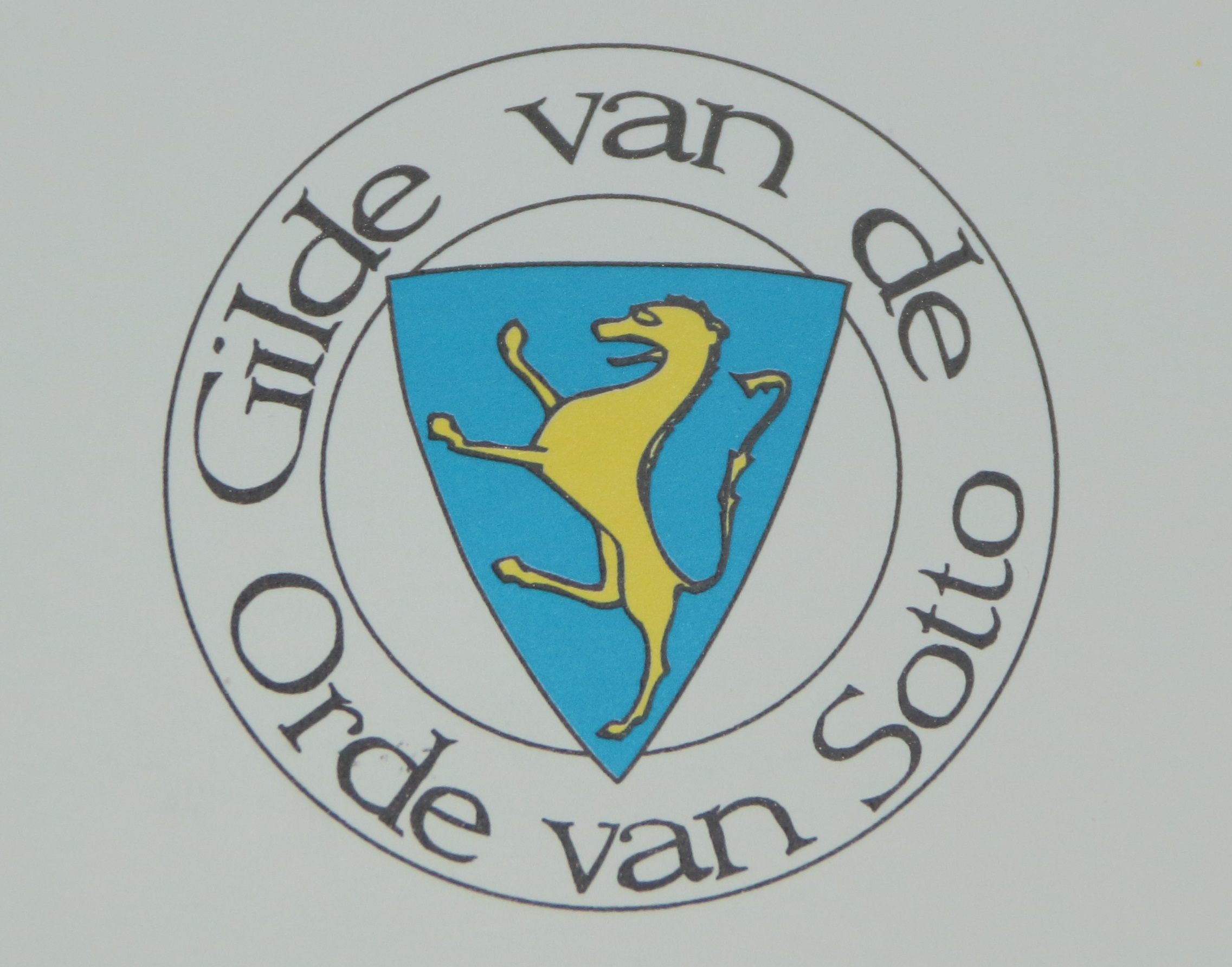

De Gilde van de Orde van Sotto is een vereniging uit het Belgische Zottegem. De gilde werd gesticht in 1995 ter gelegenheid van de tiende verjaardag van het toekennen van de stadstitel aan Zottegem. 
De naam Sotto verwijst naar de Germaanse stamhoofdnaam Sotto (de zoete), waar de etymologische oorsprong van de naam Zottegem te vinden is (Sotto + ingahaim (plaats van de lieden van)).
Om de twee jaar huldigt de Gilde (sociaal, economisch, cultureel, sportief) verdienstelijke personen die het imago van Zottegem hebben uitgedragen. Op voordracht van de Gildemeesters of het schepencollege worden deze personen dan door de burgemeester geslagen tot 'Ridder in de Orde van Sotto' en tegelijkertijd benoemd tot ereburger van de stad Zottegem. Ze krijgen een oorkonde en een ridderscapulier.
Zo werden de volgende personen al gehuldigd: Etienne Stautemas (van de Gilde der Macekliers) en Armand Schautteet (1995), Willy Herteleer (chef generale staf van het leger) en Urbain Braems (1997), Laurent De Backer (1999), Charles Schautteet en Hervé La Barthe (2001), Luc Van Steenberge (2003) (voorzitter Beschermde Werkplaats), Herman De Mulder (2005) (nationaal Sportaproost), Paul Van Cauwenberge (2007), Jean Blaute (2009), Marc Schautteet (2011), Filip De Witte (2013) (directeur Parc Astérix), Anne De Paepe (2015), Anny De Windt (bezielster BiJeva) (2017), Danny Lamarcq (historicus) (2023).